# Regione di Moronou
La regione di Moronou è una delle 31 regioni della Costa d'Avorio. Situata nel distretto di Lacs, ha per capoluogo la città di Bongouanou ed è suddivisa  in quattro dipartimenti: Arrah, Bongouanou e M'Batto.
La popolazione censita nel 2014 era pari a 352.616 abitanti.